# Courmes
Courmes – miejscowość i gmina we Francji, w regionie Prowansja-Alpy-Lazurowe Wybrzeże, w departamencie Alpy Nadmorskie.
Według danych na rok 1990 gminę zamieszkiwały 64 osoby, a gęstość zaludnienia wynosiła 4 osoby/km² (wśród 963 gmin regionu Prowansja-Alpy-W. Lazurowe Courmes plasuje się na 725. miejscu pod względem liczby ludności, natomiast pod względem powierzchni na miejscu 575.).